# Nordöjättemoa

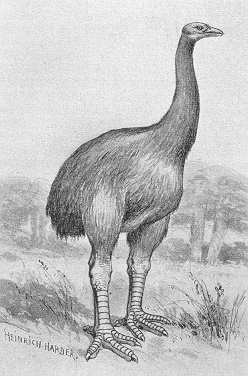
Illustration från 1914 av nordöjättemoans förmodade utseende.

Nordöjättemoa (Dinornis novaezealandiae) var en fågelart i familjen jättemoafåglar inom ordningen Dinornithiformes. Liksom hela ordningen är den utdöd och förekom tidigare på Nya Zeeland. 
Denna art förekom på Nordön i låglänta områden i buskmarker, dynfält, gräsmarker och skogar.

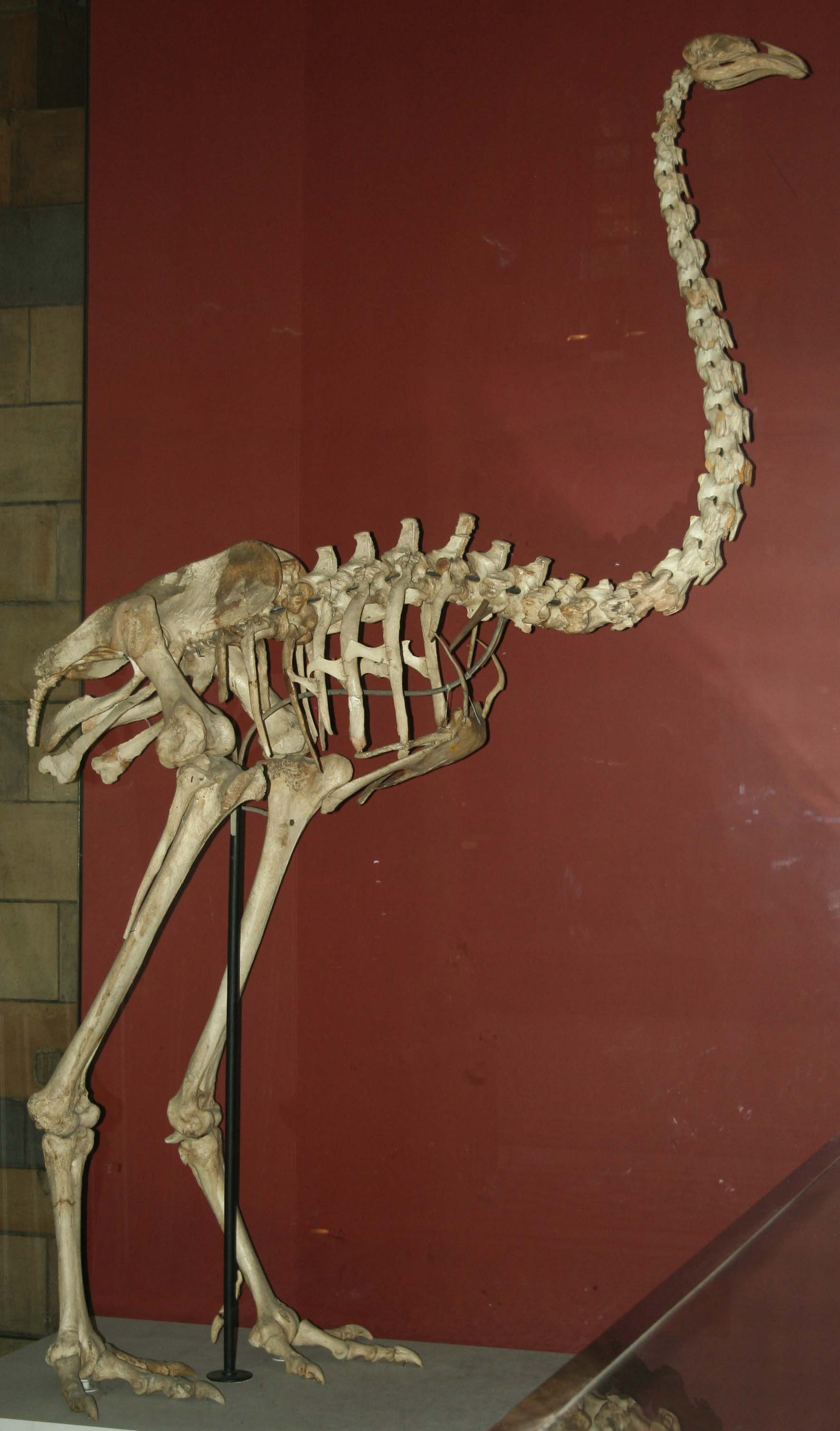
Skelett på Natural History Museum i London.